# 考拉德
考拉德，是匈牙利绍莫吉州所辖的一个村。总面积52.38平方公里，总人口1514，人口密度28.9人/平方公里（2011年1月1日）。